# Берсерк Онлайн
«Берсерк Онлайн» — бывшая пошаговая цифровая коллекционная карточная игра, онлайн-аналог настольной коллекционной карточной игры «Берсерк» (добавляются собственные карты). Название игры связано со словом «берсерк» — скандинавским наименованием бесстрашного воина. Это одна из первых российских коллекционных карточных игр. Игру придумали Иван Попов и Максим Истомин.

## Введение
Пошаговая карточная стратегия Берсерк Онлайн была по-своему уникальной игрой, впервые совместившей в себе традиционную коллекционную карточную игру и настольный варгейм.
Бой проходит на поле 5х6 клеток.
По стилю игры Берсерк Онлайн напоминает стратегию Heroes of Might and Magic III, перенесённую в онлайн.
К достоинствам игры критики относят пошаговые бои в жанре фэнтези и массу вариантов развития боя.
Минусами являются относительная трудность освоения и не всегда чёткая трактовка правил и описание карт.

## История
Разработка игры началась в конце 2004 года. В Преальфа-версии участвовали 7 тестеров, и были созданы 25 существ. В Альфа-тестировании участвовали уже 100 игроков и были разработаны около 50-ти существ. В Пребета-версии были разработаны до 75 карт, а в тестировании принимали участие уже около 4,5 тыс. игроков. Это произошло в июне 2005 года. Ну и, наконец, в Бете были разработаны 99 существ первого сета и зарегистрированы 7,7 тыс. игроков.
22 августа 2005 года состоялся релиз игры. В это же время появились первые проданные унции (игровая валюта). Вскоре игра была выпущена на CD-диске, на котором был записан клиент игры и пин-код на получение трех унций.
Сейчас[когда?] пользователей игры Берсерк Онлайн более 300000 человек по всей России. Максимум онлайн находится 100—250 игроков. Также выпущены итальянский и немецкий клиент для унгаров (игроков) из Европы.

## Особенности игры
Берсерк Онлайн отличается от своего настольного собрата возможностью встретиться лицом к лицу с соперниками из разных стран, находясь дома в комфортной обстановке.
Ещё одно удобство состоит в том, что все довольно сложные расчёты, которые в реальном «Берсерке» приходится делать игрокам, программа Берсерк Онлайн выполняет сама.
В отличие от зарубежного конкурента — игры MTG Online (Magic The Gathering), клиент стратегии Берсерк Онлайн имеет небольшой объём (26 Мб), и играть можно даже через коммутируемое подключение (например GPRS).
Для офисных работников существует функция «Анти-Босс» — по двойному нажатию клавиши Esc программа сворачивается и выглядит как офисное приложение.
Все сражения происходят в собственном фэнтези-мире, первичная легенда которого была создана в 2003 году под редакцией известного российского писателя Ника Перумова. Сейчас по игровому миру выпущено уже 4 фэнтези-романа, раскрывающих подробности страшного Катаклизма, развернувшегося на земле Лаара в результате неосторожных действий магов. Каждый сет игры посвящён очередному событию в Лааре, так что история мира растёт и продолжается.
По легенде пользователь — унгар (странствующий маг), способный за серебряные и золотые рунные кристаллы призывать на поле боя различных существ 5 разных стихий: леса, болота, горы, степи, тьма; а также нейтральных наёмников. На текущий момент в настольной игре «Берсерк» существует свыше 1638 уникальных карт, в онлайн версии реализовано более 700. Можно призвать под своё начало Левиафана и Князя Владимира, Лепрекона и Древнего огра, Ундину и Бабу-Ягу…
«Берсерк Онлайн» — интеллектуальная игра, которая заинтересует людей разных возрастов, профессий и интересов. Это пошаговая коллекционная карточная стратегия, подходящая для того, чтобы поиграть часик-другой, попутно развивая свои интеллектуальные способности, логическое мышление, а также общаясь с новыми и интересными людьми. В ней нет необходимости постоянно участвовать в рейдах на логова монстров, прокачивать своего персонажа, беспокоиться о его состоянии во время вашего отсутствия в игре. Достойный выбор для тех, кто любит шахматы, любые пошаговые стратегии, коллекционные карточные игры и для любого человека, который привык побеждать за счет своего ума, а не беспорядочного нажатия кнопок.

## Игровой мир
В проекте "Берсерк Онлайн" образовалось уже несколько настоящих семей, которые познакомились в игре,а теперь живут вместе, кто-то уже и с детьми.

### Карты
Карты в «Берсерк Онлайн», как и в «Берсерке», делятся на пять стихий:
1. Леса (фон — зелёный)
2. Горы (фон — тёмно-синий)
3. Болота (фон — тёмно-зелёный)
4. Степи (фон — жёлтый)
5. Силы Тьмы (фон — чёрный)

Также существуют Нейтральные карты, не принадлежащие ни к одной из стихий (фон — коричневый) — они сосуществуют с любыми другими, в то время как между стихиями часто возникают конфликты.
На картах указана следующая информация:
- Стоимость карты (в кристаллах)
- Тип карты
- Начальное количество жизней
- Запас движения, знак «полёт» или знак «симбиот»
- Сила простого удара (три числа X-Х-Х)
- Особенности карты (игровой текст)
- Художественный текст
- Символ Выпуска
- Художник
- Редкость карты (М — многочисленная, Ч — частая, Р — редкая, корона — ультра-редкая, звезда или круг — промо карта)

### Базовые правила
После регистрации в игре игрок бесплатно получает стартер — сбалансированный набор из 30 карт. Стартер может быть выбран из двух вариантов. Первый — стартер «Болота-степи». Второй — «Леса-горы». С ним можно начать свой путь Унгара в комнате для новичков — Академии Магов. Перед игрой рекомендуется пройти обучение.
После начала боя сервер сдаёт 15 случайных карт из 30 карт колоды. Можно либо заказать пересдачу, либо перейти к расстановке отряда. За каждую пересдачу теряется один золотой кристалл.
Для набора отряда есть 23 золотых кристалла и 22 серебряных. Это основной вариант, но существуют и другие. Например, малые (например, 11 золотых 10 серебряных) и большие кристаллы (например, 40 золотых и 40 серебряных).
Каждое существо имеет свою стоимость. Элитные существа призываются за золотые, рядовые — за серебряные. После выбора отряда из существ, на которые хватило кристаллов, необходимо расставить карты на своей половине поля боя и начать бой. Задача — уничтожить всех существ противника. Для этого используются и ближние атаки (рукопашная), и дальние (выстрелы, разряды, метания), и магия (можно и закрыть вражеское существо и ранить его, если оно передвинулось, и перетащить к себе в отряд и многое-многое другое).
Учитывая огромное количество реализованных карт и их многообразие, вкупе с разделением на стихии итог сражения зависит и от подбора колоды; и от игры; и от того, кому достался первый ход, а также от правильного перемещения существ. Именно за счёт поля в Берсерк Онлайн появляется дополнительное пространство для игры мысли, по сравнению с ККИ без поля и без передвижений.

### Пополнение набора карт
Стартерами можно играть бесконечно долго. В Академии разрешено играть только одним из двух бесплатных стартеров и элемент правильного подбора колоды не даёт преимущества над начинающими — колоды у всех одинаковые.
Также можно идти на Рынок за штучными картами или в Торговые ряды за бустерами и дисплеями. Бустер — это набор из 7 случайных карт определённого сета, одна из которых будет редкой или, с вероятностью 1/16 — ультраредкой (чем выше редкость, тем, как правило, сильнее играет карта). Дисплей содержит 48 бустеров, в нём гарантированно присутствуют 3 ультраредкие карты. На вторичном рынке можно найти конкретную карту, но порой ожидание нужной карты может длиться долго.

### Турниры и многопользовательские бои
Кроме поединков 1 на 1 заранее подобранными колодами можно поучаствовать в турнирах. В турнирах типа драфт (одно-, двух и четырёхбустерным) игроки распаковывают бустера, выбирают из них одну карту и передают оставшиеся шесть соседу по столу, получая свои следующие 6 карт от другого соседа, затем из них они выбирают одну и передают дальше 5, и т. д. Игроки делятся на группы-столы, победители боёв в которых, выходят в полуфинал, а затем бьются в финале за часть призового фонда турнира. За победы в турнирах игроки получают турнирный рейтинг, за проигрыши — теряют его.
Игрок также может вступить в клан и поучаствовать во многопользовательских боях между кланами (КВ). В ней кланы бьются за города на карте Лаара, приносящие им весьма незначительную прибыль. В определённое время на сервере собираются представители двух воюющих кланов и бьются по определённым правилам до тех пор, пока в одной из команд не закончатся живые бойцы. Именно в клановых войнах испытываются на прочность все стратегические таланты кланов, толщина их кошельков, сила колод и тактические способности лидеров.
Для новичков раньше существовал свой аналог Клановых войн — сюжетные квестовые войны (СКВ). Это многопользовательские бои, объединённые единым сюжетом, меняющимся от боя к бою (гномы против орков, поклонники рок-музыки против поклонников поп-музыки, мужчины против девушек, и т. д.). В них игроки по собственному желанию выбирают для себя команду и бьются с ней до самого конца СКВ (как правило, СКВ продолжаются 20-40 дней). По итогам СКВ лучшие бойцы победившей команды получали небольшие денежные призы.

### Кланы
Кланы в игре являются очень важным моментом. Это объединения людей по интересам, которые воюют или заключают альянсы с другими сообществами. Клановые войны разделены на Эры. Каждая эра длится около 2 месяцев. В начале эры у каждого клана в подчинении находится несколько городов, случайно соединённых дорогами и приносящих ежедневный небольшой базовый доход в игровой валюте. В центре карты находится столица, каждый сектор которой дает дополнительные бонусы владеющему им клану (меньший процент налога на торговлю, меньшая стоимость зелий, и т. п.). Три сильнейших клана, в следующей эре переходят на Остров, на котором борются за главный приз. Таким образом, руководству кланов нужно решать такие задачи, как тренировка соклановцев, помощь в обеспечении картами и т. п.

### Игровая администрация
Игровая администрация Берсерк Онлайн подразделяется на дирекцию (семья Карасёвых) и программистов-разработчиков.

### Организация серверной жизни
Модераторы, судьи, учителя, корреспонденты игрового журнала «Вестник Империи» набираются из игроков и получают ежемесячную зарплату в игровой валюте.

## Технические возможности
Системные требования игры крайне малы — она запустится на любом компьютере, на котором работает Windows. Единственное условие — большее удовольствие от игры получат владельцы мониторов с разрешением от 1024х768, при более низких разрешениях экрана играть затруднительно. Интерфейс игры достаточно прост, картинки карт, нарисованные художниками ККИ Берсерк, можно увеличивать, почти ко всем картам есть подсказки. Малый объём игрового клиента (всего 23 мегабайта), небольшое потребление трафика (150—200 Кб за час игры). Также присутствует поддержка переподключения после обрыва связи.

## Обзоры пошаговой стратегии Берсерк Онлайн
- Игровой портал «Фрагмент»

«Казнить нельзя помиловать. Налицо яркий пример, в своё время вызвавший множество обсуждений — „Magic: The Gathering Online“. Живёт ведь, развивается. Значит, и „Берсерк-Онлайн“ будет жить и развиваться — у неё для этого есть все данные. А уж запятые и точки каждый для себя проставляет сам…»
- Журнал «Игромания»

«Берсерк» — самая популярная отечественная ККИ, но её авторы уже обратили взгляды на многообещающий онлайн с виртуальными колодами, электронными бустерами и цифровыми поединками.

- Мир фантастики"

«При ближайшем знакомстве с игрой возникает такое ощущение, будто „Берсерк“ с самого своего рождения намеревался „перейти в цифру“. Минут через десять игры в компьютерную версию понимаешь, что голова занята не постоянным подсчетом результатов броска кубика и гаданиями на тему „а как же там по правилам будет…“, а самым настоящим стратегическим планированием».

## Интервью с разработчиками
«Стоимость бустера — всего 50 рублей, так что, больших затрат не предвидится. Собственно, это и есть единственные затраты на „Берсерк-Онлайн“. Отдельно хотелось бы отметить, что в отличие от RPG, где „меч-кладенец“ даёт своему обладателю огромные преимущества, в „Берсерк-Онлайн“ победа практически не зависит от стоимости колоды. Есть деки и есть контрдеки к ним. Есть и сбалансированные колоды. Зачастую обладатели крутых колод проигрывают обладателям бесплатных стартовых наборов».
(к сожалению с выходом третьего и последующих сетов рулить стали дорогие «ультры», что существенно изменило ситуацию)
- BeGamer

"В отличие от большинства российских онлайн-проектов, «Берсерк-Онлайн» — клиентская игра, что выражается в малом трафике, минимальных системных требованиях и возможности играть даже через GPRS-соединение. Средняя партия занимает всего 10-15 минут. Вы вольны заходить на игровой сервер только тогда, когда вам этого действительно хочется. Отдельно хотелось бы отметить полное отсутствие регистрационной и абонентской платы, а также фиксированные цены на дополнительные наборы карты — бустеры.
- OGL

«Вся моя жизнь „до Берсерк-Онлайн“ была так или иначе связана с играми. Приходилось писать статьи для многих игровых изданий, да и на досуге люблю поразвлечь душу современными стратегиями. Поэтому создание собственной игры было для меня чем-то наподобие свечного заводика для о. Фёдора — этакая „мечта идиота“. В один прекрасный момент случайно наткнулся на сайт ККИ „Берсерк“ и понял: вот он — шанс сделать достойный игровой продукт. При всей своей интересности, эта настольная игра слегка пугает сложной механикой взаимодействия карт. То есть, „Берсерк“ буквально-таки просился „в цифру“. После нескольких встреч „Мир Фэнтези“ дал добро на разработку компьютерной версии игры. Довольно быстро подобрался рабочий коллектив из двух программистов и художника-удаленщика. Разработка игры заняла порядка полутора лет, и 22-го августа 2005 года состоялся релиз первой русскоязычной онлайн-ККИ».

### Дополнительные ссылки на ресурсы по теме
- Логическая игра года 2005 (второе место) по версии сайта Absolute Games
- Интервью Дмитрия Карасёва сайту Playground.ru
- Цикл статей для новичков игры «Берсерк-Онлайн»  (недоступная ссылка с 13-05-2013 [4319 дней])
- «Вестник Империи». Онлайн журнал игры «Берсерк-Онлайн»